# Jože Rode
Jože Rode, slovenski pisatelj, dramaturg, urednik in dramatik, * 17. marec 1936, Vrhnika,  † 31. maj 2020

## Življenjepis
Rodil se je 17. marca 1936 na Vrhniki, kjer je tudi umrl. Na ljubljanskem AGRFT-ju je zaključil študij dramaturgije, s katero se je ukvarjal večji del svojega življenja.
Zaposlen je bil na RTV Slovenija v uredništvu mladinskega programa kot dramaturg, nekaj časa pa tudi kot urednik. Poleg televizijske in gledališke se je ukvarjal še z radijsko dramaturgijo in amaterskimi gledališči. 

## Delo
Ustvaril je vsebinski in vizualni profil otroškega in mladinskega uredništva na Televiziji Slovenija.
Od leta 1959 je soustvarjal program kot redaktor kontaktnih in dokumentarnih oddaj. Bil je dramaturg izvirnih del in avtor priredb. Najdragocenejši prispevek je njegovo pionirsko delo: postavitev vsebinskega in vizualnega koncepta otroških oddaj ter avtorska scenaristika in televizijske priredbe literaturnih del. Posegal je po slovenski otroški klasični in sodobni literaturi. Poleg vrste lutkovnih serij, posnetkov lutkovnih predtav, prired in dramaturgij za serij TV Slikanic in Tik-tak se je s soustvarjalci lotil tudi igranega programa. 
Bil je scenarist ali redaktor različnih izobraževalnih oddaj: TV v šoli, Pisani svet (Kjer so lutke doma, Palčki nimajo pojma), Gradovi na slovenskem, Lahkih nog naokrog, Radovedni taček. 
Oddaje, kjer je sodeloval kot avtor ali soavtor so bile različne lutkovne nanizanke in nadaljevanke: Baba dijen in košček sladkorja; Fran Miličinski, Butalci; Vid Pečjak, Drejček in trije marsovčki; Pravljice iz lutkarjevega vozička ali trinajst veselih (izbor svetovnih pravljic); Zverinice iz Rezije; Zgodbe o poluhcu; Marta Koch, Kurir Gregec; Slovenske ljudske pravljice (izbor Josip Ribičič, Miškolin). Sodeloval je pri TV filmih, nadaljevankah in nanizankah: Vija vaja - Ringa raja (izbor iz slovenske in tuje klasike - Pavel Golia, Josip Stritar, Josip Jurčič, Fran Miličinski, idr.); France Bevk, Črni bratje; Leopold Suhodolčan, Primožev dnevnik; Žarko Petan, Starši naprodaj; Trappolo HH 33; Leopold Suhodolčan, Naočnik in očalnik; Joža Horvat in Milena Ogorelec, Waitapu; Vili, povej; Svetlana Makarovič, Jaz sem Maruša. 
Največ je sodeloval z: Jožetom Voznyjem, Janezom Drozgom, Antonom Tomašičem, Zoranom Lesičem, Francem Uršičem, Matijo Miličinskem, Ladom Troho, in drugimi. Nekaj od teh je v ljubljanskem Lutkovnem gledališču doživelo tudi samostojne lutkovne uprizoritve. 1984 so v SNG Maribor uprizorili njegovo izvirno mladinsko igro Pozdravljen slon, pozdravljen. Po poeziji Nika Grafenauerja je za isto lutkovno gledališče pripravil lutkovno igro Za devetimi vrati.
Za radio je pripravil okoli sto literarnih večerov in več dramatizacij za odrasle. Na radiju je bila predvajana tudi njegova izvirna mladinska igra Bratec, sestrica in trije kužki. Pripravil je tudi več priložnostnih dramatizacij za različna amaterska gledališča. Leta 1984 so v Slovenskem narodnem gledališču v Mariboru uprizorili njegovo izvirno mladinsko igro Pozdravljen slon, pozdravljen!. Za RTV Slovenija je napisal igrano nanizanko za otroke z naslovom Argonavtke, ki pa še ni bila posneta, je pa leta 1997 je izšel roman z enakim naslovom.
Televizijska oddaja je vplivala tudi na njegov prvi mladinski roman Vsega je kriva Hedika (1997), ki mu je leto pozneje je sledilo nadaljevanje Kaj pa Anamarija?. Dogajanje teh dveh romanov spremljamo naprej v delih, ki so pri založbi Karantanija izšla v zbirki Pet letnih časov: poletje, jesen, zima, pomlad in ljubezen: leta 1999 sta izšla romana Zakaj je prišla Nevija? in Valuk Prvi Veličastni, leta 2000 pa Na potezi si, Vili!.
Leta 1998 je pri založbi Karantanija izšla knjiga z naslovom Več kot teden, ki obravnava podobno tematiko kot v zgoraj omenjeni zbirki. Leta 1999 je pri Mohorjevi družbi izšla njegova povest Spopad pri mrzli reki, 2003 pa je pri Karantaniji izšel roman Se rad poljubljaš? in njegovo nadaljevanje Prijetna punca.